# 御船城
御船城（みふねじょう）は、熊本県上益城郡御船町にあった中世の日本の城（平山城）。現在の御船町立御船小学校の南側、東西40m・南北150mの丘陵に立地していた。

## 歴史
城の築城年代は不明だが、興国4年（1343年）に阿蘇惟澄が足利軍の進攻を当城で防いだという。また、興国6年10月16日（1345年11月18日）に筑後三郎の大軍を御船城で撃退している。正平3年（1348年）には阿蘇惟時らが懐良親王を当城に迎えており、当時は阿蘇氏が居城していたと考えられている。
延文4年（1359年）には、大保原の戦いを有利に進めようとした豊後国の大友氏がこの戦いの直前に御船城を襲っている。後に南朝方の勢いが衰えると、城主の御船盛安は北朝に降伏した。天文10年（1541年）には城主の御船房行が阿蘇氏に反乱し、これを討伐した甲斐宗運に御船城が与えられた。親直が天正13年（1585年）に没すると子の甲斐親英が城主となるが、島津氏の大軍に包囲されて同年に戦わずして降伏し、島津義弘が入城している。
天正15年（1587年）の九州征伐で島津氏が去ると佐々成政が肥後に入り、肥後国人一揆が起きた。一揆に参画した親英が処刑され、甲斐家は滅亡している。一揆鎮圧のため御船城には天正16年（1588年）3～5月頃まで黒田孝高が城番として入り、続いて小西行長の支配下に入った。関ヶ原の戦いの後は加藤清正の領地に組み込まれ、清正は城の石垣を御船川の改修や若宮堰の建設に使ったとされる。その後の一国一城令発令の時点で御船城の原形は既になく、慶安4年（1651年）に江戸幕府が肥後国内の古城を調査した際、曲輪250間と記されている。

## 現状
現在、城跡は城山公園として整備されており、削平や家屋建築などにより地形は大きく変わっている。北東部の最高所には甲斐宗運を合祀した城山天満宮があり、社殿左には文化12年（1815年）に藩校時習館が建立した「御舟古城記」の石碑がある。南西端に土塁が一部残る。
また、城跡の南側、西側にそれぞれ上囲、下囲という地名が残り、かつて内城と外城を区別した名残ともされる。木倉の門前橋は当時城門があり、御船川を挟んで町家と城が分かれ、辺田見原には武家屋敷があったという。